# Lepa Vida (Šanda)
Lepa Vida je drama Dragana Šande iz leta 1915.

## Osebe
- Vida
- Dreja, njen mož
- njen sin
- Gonsalvo de Cordova y Aguilar, španski vojvoda, "el gran capitan"
- Diego de Mendoza y Santillana
- Infanta Iñes
- Grof Tondilla, poslanik španskega dvora
- Don Pedro
- Magister
- Mrmolja, star ribič
- Šima, Mrmoljev sin
- Dolores
- Vrečajka
- Perice, vojaštvo, sodniki, meščanstvo, kraljevi poslanci.

Kraj dogajanja: slovensko obrežje jadranskega zaliva in Cordoba v Španiji
Čas: obrat 15. stoletja

## Vsebina
Vida se poroči z Drejo in se iz hiše v hribih ob jezeru preseli k morju. Tukaj ni srečna, počuti se kot tujka in sanja o neznanem. V te kraje pride Gonsalvo, ki zbira može za novo vojsko. Gonsalvo je dosegel že vse, le ni našel še svoje ljubljene. Ko sreča Vido, se vanjo zagleda in ji predlaga, naj odide z njim ter ji da prstan. Ko pride Dreja domov, vidi prstan in ga vrže v morje, ženo pa spodi. Do Vide pride Diego, ki si izmisli zgodbo o tem, da ne morejo oditi, ker se je Gonsalvo zaljubil vanjo. Vida ne ve, kaj bi storila, nato pa sreča vedeževalko Vrečajko, ki ji napove veliko prihodnost. Govori o daljnih krajih, kraljih in kraljičnah. Po hudem notranjem boju Vida zbeži z Gonsalvom, a mu ne pove, da je poročena in ima sina. Po Vidinem odhodu njen mož obupuje in njen sin umre. Vida je v Cordobi v Španiji Gonsalvova nevesta, vendar mu je kralj med njegovo odsotnostjo za ženo določil dono Iñes. Vido zaradi tega peče vest, in ko se z Ines srečta, se hudo spreta. Gonsalvo se kljub vsemu še vedno želi poročiti z Vido. Tik pred poroko pride Vidin mož Dreja, zakriči iz množice in Vida omedli. Zaprejo jo v ječo in ji sodijo zaradi nezvestobe. Vsi prevzemajo krivdo nase, Vida pa na koncu razodene, da je vzrok vse nesreče okoli nje njeno poreklo, je namreč hči grešne ljubezni med grofico in menihom. Ko sliši, da je umrl njen sin, izpije strup in umre. Za njo žalujeta Dreja in Gonsalvo. Za Gonsalva je bila Vida življenje (la vida v španščini pomeni življnje). 

## Kritike
Lepa Vida je klasično-romantična tragedija v petih dejanjih. Del je napisan v verzih, del pa v prozi. Drami so očitali slabo posnemanje starih Grkov, Shakespearja in Goetheja. Pogačnik navaja, da so v drami upodobljene prvine vseh filozofskih sistemov, oblikovane po dramaturških načelih vseh tipov tragedij. Šanda prenese motiv lepe Vide na plemiško potomko in razlaga zgodbo s prekletstvom greha in predestinacijo. V Domu in svetu ter Slovanu so zapisali, da bi bilo delo prav lepo, če bi avtor popravil nekatera mesta in delo močno skrajšal. Joža Glonar v Ljubljanskem zvonu delo v celoti obsodi in avtorja usmerja v prevajanje in pisanje informativnih sestavkov. »Mogoče bomo potem dobili nekaj, kar bodo lahko čitali tudi drugi, ne samo oni nesrečniki, katerih neveseli poklic je, da morajo čitati domače naloge literarnih eksperimentatorjev.«